# FC Moskva
FC Moskva var en russisk fodboldklub fra hovedstaden Moskva. Klubben spillede i landets bedste liga, den russiske Premier League, og havde hjemmebane på stadionet Eduard Streltsov Stadion. Klubben blev grundlagt i 2004, som en videreførelse af klubben FC Torpedo-Metallurg. Klubben blev opløst igen i 2010. 
FC Moskva vandtu ikke nogen titler, og klubbens bedste placering i den russiske liga var en 4. plads, der blev opnået i 2007.

## Titler
- Ingen

## Kendte spillere
- Aleksej Berezutskij
- Vasilij Berezutskij
- Sergej Semak
- Dmitrij Kirisjenko
- Maxi Lopez

## Danske spillere
- Ingen